# 1,2-benzochinonă
1,2-benzochinona, de asemenea cunoscută și ca orto-benzochinonă sau ciclohexa-3,5-dienă-1,2-dionă, este un compus organic aparținând clasei chinonelor cu formula chimică C6H4O2. Este unul dintre cei doi izomeri ai benzochinonei, celălalt fiind 1,4-benzochinona.
1,2-benzochinona se produce la oxidarea cateholului în soluție apoasă expusă la aer  sau prin oxidarea orto a fenolului.  Este un precursor al melaninei.  Este o substanță de culoare roșie solubilă în apă dar insolubilă în eter etilic.